# Anli Sugano
Anli Sugano (jap. アンリ菅野, Anri Sugano, eigentlich: Shizuko Umeyama (梅山 静子, Umeyama Shizuko), * 7. August 1948 in Toshima, Tokio; † 30. Juni 2000 in Tokyo) war eine japanische Jazzsängerin des Mainstream Jazz.
Ihr Vater war der Jazzvokalist Tsutomu Umeyama (梅山 勤, Umeyama Tsutomu), ihre Mutter Pianistin, so dass sie bereits mit fünf Jahren Klavier- und Ballettunterricht erhielt. Allerdings begann sie erst ein Studium in Ölmalerei an der Kunsthochschule Musashino. Beim Besuch eines Modern-Jazz-Seminars entschied sie sich dann, Jazzsängerin zu werden. Nach ihrem Abschluss ging sie nach New York, wo sie in Unterricht in modernem Ballet, Jazz und Tanz erhielt. Drei Jahre später kehrte sie zurück und gründete die Rockband Anli & Moses mit ihr als Leadsängerin.
Anli Sugano war ab den 1970er-Jahren in der Jazzszene von Tokio aktiv; ihr Debütalbum als Jazzsängerin Anli Ichi (あんりいち, dt. „Anli 1“) legte sie 1978 vor, gefolgt von Shining Wave (Far East, 1979), auf dem sie bekannte Pop- und Jazzstandards wie „The Girl from Ipanema“ oder „We’ll Be Together Again“ sang. 1979/1980 trat sie in Tokio mit den Concord Jazz All Stars auf, zu denen auch Scott Hamilton, Warren Vaché, Dave McKenna, Cal Collins und Jake Hanna gehörten.
In den 1980er-Jahren legte Sugano eine Reihe von Alben bei Eastworld, Concord und Philips vor; außerdem trat sie mit dem Benny Carter Jazz All Stars Orchestra auf. Bei einem New-York-Aufenthalt entstand 1987 ihr letztes Album In Manhattan, bei dem Sugano von Ruby Braff, John Campbell, Howard Alden, Jack Lesberg und Ronnie Zito begleitet wurde. Im Bereich des Jazz listet sie Tom Lord zwischen 1979 und 1987 bei sieben Aufnahmesessions.
1998 wurde ein unheilbares Adenokarzinom diagnostiziert. Über ihre Erfahrungen mit der Erkrankung verfasste sie 1999 ein Buch Onna Hitori Gan to Tatakau (女ひとりがんと闘う, „Kampf einer Frau allein mit dem Krebs“, Seishun Shuppansha). Ein Jahr später erlag sie dem Krebs.

## Diskographische Hinweise
- Shining Wave (Express, 1979), mit Shin Kazuhara, Yoshikazu Kishi, Eiji Arai, Takeru Muraoka, Shunzo Sunahara, Hiromasa Suzuki, Tsunehide Matsuki, Tsutomu Okazawa, Yuichi Togashiki
- Just Groovin’ (Far East, 1980)
- Show Case (Eastworld, 1981), u. a. mit Chuck Findley, Ernie Watts, Harvey Mason, George Cables, Soichi Noriki, Leon Ndugu Chancler, Paulinho Da Costa
- Love Sketch (Concord, 1982), mit Bob Maize, Warren Vaché, Jeff Hamilton, David Ladd, Eddie Duran, Nat Pierce, Mark Levine, Cal Tjader
- Sweet Memory (Eastworld, 1983), mit Akio Okamoto and the Gay Stars
- Sunshine Dream (Philips, 1986)